# إدوارد شيرمان قاولد
إدوارد شيرمان قاولد (بالإنجليزية: Edward Sherman Gould)‏ هو صحفي ومترجم أمريكي، ولد في 11 مايو 1808، وتوفي في 21 فبراير 1885.